# Città universitaria di Madrid
La Città universitaria di Madrid (in spagnolo: Ciudad Universitaria de Madrid), nota anche come Campus da Moncloa (Campus de Moncloa), è un campus universitario di Madrid, in Spagna. La maggior parte dei college e delle scuole superiori dell'Università Complutense di Madrid e dell'Universidad Politécnica de Madrid si trovano lì, così come più di trenta strutture presso l'Universidad Nacional de Educación a Distancia (UNED).
Il campus fu costruito tra il 1929 e il 1936, quando scoppiò la guerra civile spagnola (1936-1939). Fu teatro di molti combattimenti durante la guerra civile e fu gravemente danneggiato. Gli edifici originali furono riparati o ricostruiti dopo la guerra civile e furono aggiunti nuovi edifici.